# Agata e la tempesta
Pour plus de détails, voir Fiche technique et Distribution.
Agata e la tempesta est un film italien réalisé par Silvio Soldini, sorti en 2004.

## Synopsis
Agata, responsable d'une librairie de Gênes, découvre qu'elle un demi-frère.

## Fiche technique
- Titre : Agata e la tempesta
- Réalisation : Silvio Soldini
- Scénario : Doriana Leondeff, Francesco Piccolo et Silvio Soldini
- Musique : Giovanni Venosta
- Photographie : Arnaldo Catinari
- Montage : Carlotta Cristiani
- Production : Roberto Cicutto, Luigi Musini, Tiziana Soudani et Daniel Toland
- Société de production : Albachiara, Amka Films Productions, Lumière & Company, Televisione Svizzera Italiana, Mercury Film Productions et Mikado Film
- Pays de production :  Italie,  Suisse,  Royaume-Uni et  France
- Genre : comédie romantique
- Durée : 125 minutes
- Dates de sortie : 
  - Italie : 27 février 2004

## Distribution
- Licia Maglietta : Agata
- Giuseppe Battiston : Romeo
- Emilio Solfrizzi : Gustavo
- Marina Massironi : Ines Silvestri
- Claudio Santamaria : Nico
- Giselda Volodi : Maria Libera
- Monica Nappo : Daria
- Ann Eleonora Jørgensen : Pernille Margarethe Kierkegaard
- Carla Astolfi : Mirabassi
- Elena Nicastro : Iole
- Remo Remotti : Rambone
- Andrea Gussoni : Benedetto

## Distinctions
Le film a été nommé pour 8 David di Donatello.